# استان مانکو کاپاک
استان مانکو کاپاک (به اسپانیایی: Provincia de Manco Kapac) یکی از استان‌های بولیوی در بولیوی است که در شهرستان لاپاز (بولیوی) واقع شده‌است. استان مانکو کاپاک ۳۶۷ کیلومتر مربع مساحت و ۲۷٬۱۵۴ نفر جمعیت دارد.